# ワンポイント介護
ワンポイント介護（ワンポイントかいご）とは、介護をテーマにしたNHK教育のテレビ番組である。

## 概要
NHK教育テレビジョン（Eテレ）で放送された5分間の番組。講師が工夫された介護方法を紹介する。
1998年4月6日から放送が開始されており、年度により番組名の変更を伴いつつ放送は続き、2022年3月29日で放送を終了した。

## 放送時間
いずれもNHK教育テレビジョン。表記順は初回放送から。
- 「楽ラクワンポイント介護」（全20回）
  - 2021年03月30日 - 2022年03月29日
    - 火曜 05:55 - 06:00 / 15:25 - 15:30
土曜 12:55 - 13:00 / 21:55 - 22:00

  - 2020年04月04日 - 2021年03月23日
    - 土曜 12:55 - 13:00
火曜 05:55 - 06:00 / 15:25 - 15:30

  - 2017年04月08日 - 2020年03月28日
    - 土曜 21:55 - 22:00
火曜 15:25 - 15:30

  - 2015年11月08日 - 2017年04月04日
    - 金曜 21:55 - 22:00
火曜 15:25 - 15:30
- 「楽ラクワンポイント介護」
  - 2012年03月27日 - 2015年02月24日
    - 不定期放送
- 「ワンポイント介護」
  - 2010年04月03日 - 2012年01月28日
    - 土曜 20:55 - 21:00

  - 2008年04月05日 - 2010年03月27日
    - 土曜 19:50 - 19:55

  - 2007年04月06日 - 2008年03月28日
    - 金曜 19:45 - 19:50

  - 2003年06月22日 - 2004年01月31日、
2004年06月19日 - 2007年03月31日
    - 土曜 20:55 - 21:00

  - 2002年05月13日 - 2002年06月07日、
2002年08月05日 - 2002年09月06日、
2002年11月04日 - 2002年11月29日、
2003年01月31日 - 2003年02月27日
    - 月-金曜 13:35 - 13:40

  - 2002年05月18日 - 2002年07月20日、
2002年08月31日 - 2003年11月02日、
2002年12月21日 - 2003年04月05日
    - 土曜 19:45 - 19:55

## 出演
- 小谷あゆみ
- 三好春樹
- 紙屋克子